# Гейерманс, Герман
Герман Гейерманс (нидерл. Herman Heijermans, 3 декабря 1864, Роттердам — 22 ноября 1924, Зандворт) — нидерландский писатель, один из главных представителей натурализма в нидерландской литературе; сын журналиста.

## Биография
Ко времени начала работы Гейерманса нидерландский литературный радикализм 1880-х годов уже разложился: одна часть его сторонников примкнула к приверженцам эстетизма и «чистого искусства», другая — пришла к социализму. Гейерманс сблизился с последней группой, вступил в социал-демократическую партию и основал ежемесячный художественный журнал «De jonge Gids», в котором и опубликовал свои первые рассказы и драмы.
Излюбленной темой Гейерманса является гибель мелкой буржуазии под напором крупного капитала. Гейерманс и обрушивается в своих многочисленных драмах (некоторые из них переведены на русский язык) на капитализм, вскрывая методы капиталистической эксплуатации, как например в драмах — «Ghetto» (Гетто, 1898) или «Ор Hoop van „Zegen“» (Гибель «Надежды», 1900); в драме «Het Zevende Gebod» (Седьмая заповедь) разоблачается ложь буржуазного брака, а в «Allerzielen» (Всех скорбящих) — фальшь церковного учения.
Особенно заострены социальные проблемы в «Schakels», «Uitkomst» и «Eva Bonheur». Иногда герои Гейерманса — иронизирующие, смеющиеся сквозь слёзы философы (например Мотейс в «De opgaande Zon» — «Восходящее солнце»), или наивно детские натуры (старик Панкрас в «Schakels», больной Ян в «Uitkomst»). Некоторые персонажи его драм погибают молчаливо и покорно, другие, — как Рафаэль в «Гетто», матрос Геерт в «Гибели „Надежды“», — протестуют против гнёта и призывают к сопротивлению.
Кроме драм Гейерманс написал ряд романов и рассказов: «Trinette» (1893); «Intérieurs» (1897); «Kamert jeszonde» (1898); «Diamandstad» (1903) и 19 томиков рассказов — «Schetsen van Falkland» (1896—1915).
Сила Гейерманса — в реалистическом изображении бедственного положения и страданий мелкобуржуазных слоёв (особенно еврейских) и рабочих: рыбаков в «Гибели „Надежды“», горняков в «Glück auf», земледельческих рабочих в «Ora et labora», городского пролетариата в «Diamandstad» и «Droomkonnikje».
Как художник-натуралист Гейерманс любит детали, стремится к точному и всестороннему воспроизведению среды, в которой выросли и действуют его герои. Его стиль слагался главным образом под влиянием французского натуралистического романа, сохраняя однако свои особенности.
Драмы Гейерманса отличаются сжатым построением, меткими характеристиками и живыми диалогами. Он является, пожалуй, самым крупным драматургом в нидерландской литературы конца XIX — начала XX века .
На русской сцене шли: «Гибель „Надежды“» и «Всех скорбящих».